# PKP ST44 sorozat
A PKP ST44 sorozat a Lengyel Államvasutak (PKP) dízelmozdony-sorozata. Gyári típusjelzése M62 megegyezik a MÁV M62-es sorozatú dízelmozdonnyal. A mozdonyokat a Vorosilovgradi Dízelmozdonygyár (ma: Luhanszki Mozdonygyár) gyártotta. 1966-ig 1182 db-t szállítottak Lengyelországba.
A Lengyelországban üzembe állított mozdonyok közül 68 db-ot széles nyomtávú (1520 mm) forgóvázzal szereltek fel. Ezeket a 2001-től 2068-as pályaszámig terjedő mozdonyokat a sziléziai kohókat kiszolgáló, a lengyel–szovjet (ma: lengyel–ukrán) határtól Sławkówig megépített 394,65 km hosszú széles nyomtávú vonalon (LHS) állították üzembe. A többi, 1114 db M62-es mozdony normál nyomtávú forgóvázzal készült, pályaszámuk 001-től 1113-ig terjed (plusz egy 1500 pályaszámú példány).
Az 1990-es években több lengyel magán vasúttársaságnál is megjelent a típus. Ezek főként Németországból és Észtországból kerültek Lengyelországba.
Napjainkban 103 db normál nyomtávú változat áll üzemben, a vonatfűtő berendezés hiánya miatt a PKP Cargo teherszállításra használja. Az LHS-vonalon pedig mintegy 50 db üzemel. A megmaradt ST44 mozdonyok elöregedtek, megbízhatóságuk már nem megfelelő.
2005-ben a Chrzanówi Mozdonygyár két ST44-et modernizált. Ezekbe 2240 kW teljesítményű Caterpillar 3516B típusú dízelmotort és német gyártmányú generátort építettek. A mozdonyokat az LHS-vonalon ST44–3001 és ST44–3002 pályaszámmal állították üzembe.
2007-ben a bydgoszczi PESA holding szerződést írt alá a PKP Cargo és a PKP LHS vállalatokkal 50 db ST44 modernizálásáról. A legfőbb változtatás az orosz Kolomnai Motorgyár 12CSN26/26 típusú dízelmotorjának a beépítése lesz.